# 2012年自由民主党総裁選挙

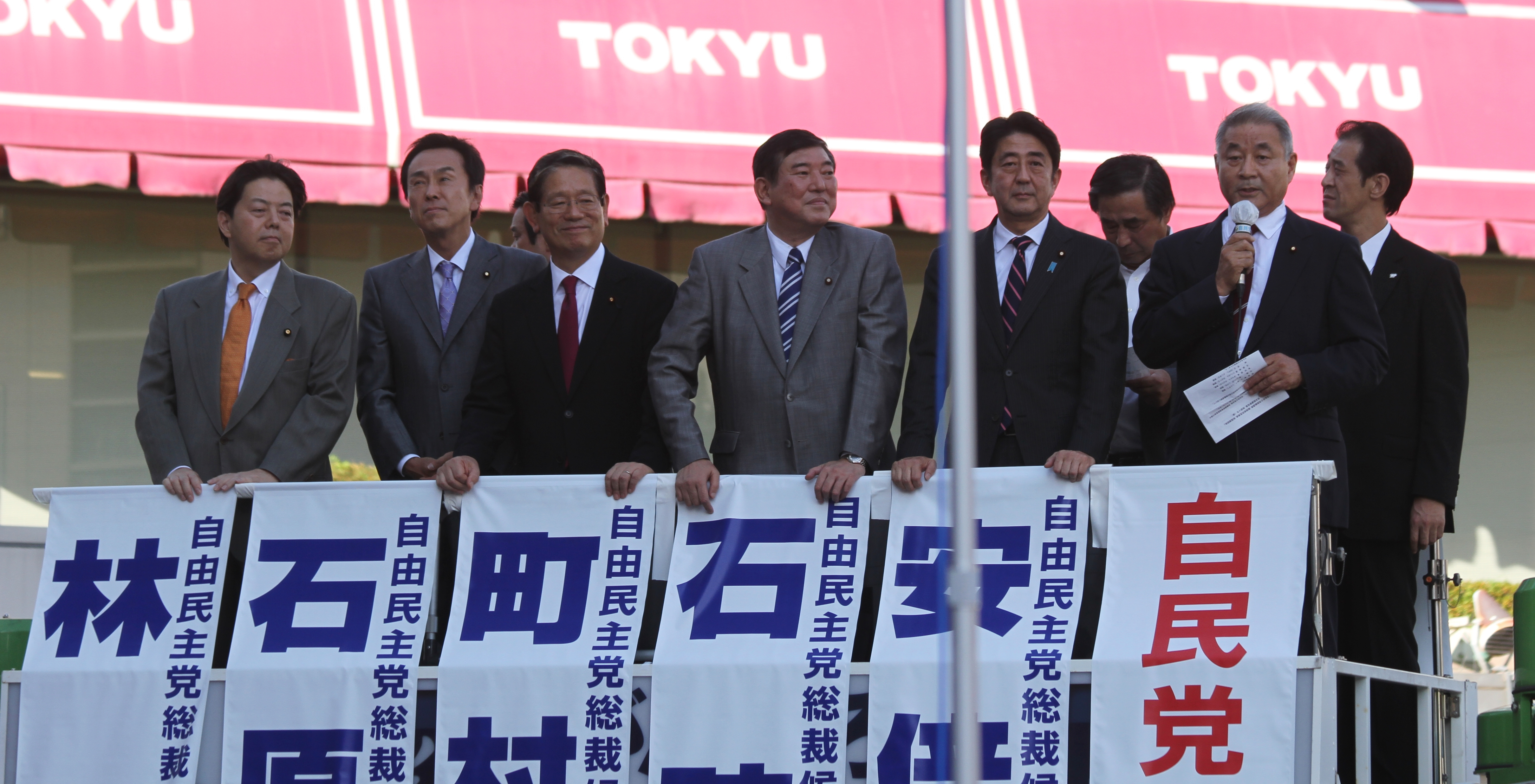
2012(平成24)年自由民主党総裁選挙 街頭演説会（長野県長野市）
左から林芳正、石原伸晃、町村信孝、石破茂、安倍晋三

2012年自由民主党総裁選挙（2012ねんじゆうみんしゅとうそうさいせんきょ）は、2012年（平成24年）9月26日に行われた日本の自由民主党の党首である総裁の選挙である。

## 概要
2009年（平成21年）9月28日に総裁へ就任した谷垣禎一の任期満了に伴い行われた総裁選挙である。野党に転落した前回総選挙から3年を過ぎ、与党・民主党への支持は低迷しており、近い将来に行われる次期総選挙での政権交代が有力視される中での総裁選となったため、「次期首相」候補を選ぶ選挙として大きな注目を集めた。
谷垣の総裁任期が2012年（平成24年）9月30日に切れるため同月中に総裁選挙が行われることは事前に確定していたが、第180回通常国会における社会保障・税一体改革関連法案（消費税増税法案）の取扱いを巡り、2012年（平成24年）8月8日に行われた谷垣と首相・野田佳彦民主党代表、山口那津男公明党代表との3党党首会談において、「関連法案が成立した後、近いうちに国民の信を問う（＝衆議院を解散する）」との合意を得たことで、“近いうち”に行われる解散総選挙と総裁選挙のタイミングを巡ってさや当てが行われたこともあって、なかなか選挙日程が決まらなかった。さらに同時期に行われる民主党代表選挙との日程重複回避を考慮した結果、総裁公選規程ぎりぎりの8月30日にようやく「9月14日告示、同26日投開票」の日程が決定した。

### 立候補者
2012年2月10日、清和政策研究会（町村派）会長の町村信孝は会食の場で、同派幹部から「年齢的にも次の総裁選は最後のチャンスでしょう」と水を向けられた際、「その話を含めて会食にお誘いした」と出馬の意欲を認めた。同月下旬には、自らに近い議員数人に「次の総裁選は出たい」と伝えた。
2月26日、安倍晋三は大阪市で開かれた日本教育再生機構主催の集会に大阪維新の会幹事長の松井一郎とともに登壇し講演した。次期衆院選における維新の躍進を見越していた安倍は、総裁選出馬にあたって、維新とのパイプを強調し、党内の求心力を高めるという目論見があった。「保守勢力の結集」を掲げる松井、橋下徹ら幹部も、安倍の接近は維新の党勢拡大にプラスにつながると考えていた。この頃、自民党内の保守派などから安倍の再登板を期待する声も高まっていた。2月27日、参議院議員の山本一太は会見で「命がけで国を変えるために取り組むと示せば、応援する」と表明した。
3月15日、党幹事長の石原伸晃は総裁選に向け、支持議員を集めた「十人会」を開催。谷垣執行部の一員であるため水面下で準備を開始した。
6月3日、党総裁の谷垣禎一はNHKの番組で、総裁選への対応について「自民党を政権に戻すことが私の使命だ。私自身が先頭に立つという決意がなければならない」と述べ、再選を目指し立候補する意向を示唆した。
8月28日、安倍は、町村派の実質的なオーナーである森喜朗の国会内の事務所を訪ね、出馬の意向を伝えた。翌29日、産経新聞などがその旨を報じた。
8月31日、石破茂と町村が出馬の意向を固め、同日中にその旨がメディアで報じられた。
9月2日、石原は鹿児島市で行った講演で、立候補への強い意欲を示した。同日、町村は取材に応じ、同じ派閥の安倍が断念する形での一本化に期待を示した。9月7日、町村は党本部で記者会見し、正式に出馬表明した。
9月7日、谷垣と石原は現職執行部内での対立を避けるべく、3回会談したが、いずれも不調に終わった。9月8日、大島理森副総裁を交えて会談し、一本化をめぐって再協議したが、双方が譲らず、決裂した、谷垣の出身派閥である宏池会会長の古賀誠が谷垣再選を支持しない方針を示すと共に、党の重鎮である森喜朗・青木幹雄が相次いで石原支持を表明したことなどもあり、谷垣は推薦人の確保すらままならない状況に陥った。
9月10日、谷垣は「党の執行部の中から（自分を含めて）2人が立候補するのは好ましくない」として、総裁選挙不出馬を表明した。同日、石破が正式に出馬表明。
9月12日、安倍が正式に出馬表明。
9月13日、林芳正が正式に出馬表明。同日、麻生太郎が安倍支持を表明。
9月14日、総裁選告示。立候補を届け出たのは、石原の他、元首相・総裁の安倍晋三、前政調会長の石破茂、元内閣官房長官の町村信孝、政調会長代理の林芳正の計5人。総裁選を5名で争うのは過去最多だった2008年以来であった。安倍、石破、石原の3名はいずれも2度目の総裁選出馬である。この時点では石破・石原を最有力とする見方が多く、「石・石対決」などと言われていた。自民党は総裁選のポスターに「日本を、取り戻す。」というスローガンを使った。安倍も同日に行われた出陣式で「この戦いはまさに日本を取り戻す戦いであります」と述べた。
石破は今回から比重が高まった地方票で有利とされていた他、2009年に額賀派を離脱して無派閥となっていたため、「脱派閥」を標榜し、派閥を横断して中堅・若手議員の支持を受けることを期待して立候補した。
有力者の支持を多く集めた石原は多くの議員票を集めると考えられたため、一時最有力とも見られたが、現職総裁に幹事長が「弓を引く」形となったことに対して、麻生太郎は「平成の明智光秀」と批判した。支持派閥や派閥に影響力を持つベテラン頼みの戦いとなったが、額賀派が支持を打ち出したものの、一部議員が安倍・石破支持に流れた他、出身派閥である山崎派からも重鎮議員の甘利明が安倍陣営の選対本部長に就任するなど、派閥が一枚岩にならなかった。
安倍は所属する町村派会長の町村が総裁選への意欲を見せていたこともあり、町村本人や森から立候補を自重するように要請されていたが、その意に反する形で総裁選挙に立候補、町村もそのまま立候補したため、派閥分裂選挙となった。
林は1972年の推薦人制度導入後初の参議院議員からの出馬となった。所属する宏池会の古賀が谷垣不支持を決めたことにより推薦人の確保に目処がつき、次世代での総裁候補としての飛躍も睨んだ立候補となった。
9月18日夕、町村は体調を崩し、都内の病院に検査入院した。周囲には「胸が痛い」と伝えた。町村派としては会長である町村支持が基本方針であったが、このため、町村支持票の一部が安倍に流れたとも報じられた。
9月19日、三宅久之らが結成した「安倍晋三総理大臣を求める民間人有志の会」は永田町の星陵会館で安倍の総裁選決起集会を開催。決起集会には町村派の議員を含む12人の国会議員が派閥の枠組みを超えて登壇し、激励の挨拶をした。また、高村正彦が安倍支持に回った。

### 投票結果・決選投票での逆転
最終的には石破・石原・安倍の3者を軸とした争いとなり、地方票で優勢な石破が1位となることは有力視されていたものの過半数には届かない見込みであったため、2位争い、及びその後の決選投票まで睨んで各陣営は投票直前まで熾烈な争いを繰り広げた。
9月26日、総裁選実施。地方票では石破、議員票では石原が最も多くの票を集め、合計では石破が1位、安倍が2位となり決選投票に持ち込まれた（詳細は後述）。決選投票は議員票のみで行われ、安倍が勝利。決選投票での逆転劇となったのは1956年12月の総裁選以来だった。同日、安倍は新総裁就任の挨拶で「政権奪還は決して私たちのためでも自民党のためでもない。まさに日本を取り戻す。日本人が日本に生まれたことを幸せと感じ、子供たちが誇りを持てる日本を作っていくためだ」と述べた。

## 党総裁選データ

### 日程
- 9月14日（金）告示、立候補受付、所見発表演説会、共同記者会見
- 9月15日（土）公開討論会（日本記者クラブ主催）、街頭演説会（東京都有楽町イトシア前）
- 9月16日（日）街頭演説会（長野県長野駅善光寺口前）
- 9月17日（月・祝）街頭演説会（愛知県豊橋駅東口前・名古屋駅高島屋前、滋賀県大津PARCO前、大阪府難波髙島屋前）
- 9月18日（火）街頭演説会（兵庫県神戸大丸百貨店西口前）[注 2]
- 9月19日（水）記者会見（日本外国特派員協会主催）、公開討論会（党青年局・党女性局主催）
- 9月21日（金）街頭演説会（沖縄県パレットくもじ前、福岡県天神ツインビル前）
- 9月22日（土・祝）演説会（岩手県ホテルメトロポリタン盛岡）、街頭演説会（宮城県東二番丁藤崎ファーストタワー館前、福島県AXCビル前）
- 9月23日（日）街頭演説会（千葉県市川駅北口前、山梨県甲府駅信玄公前）
- 9月24日（月）演説会（北海道函館国際ホテル）、街頭演説会（北海道大通公園西3丁目）、次世代型公開討論会[注 3]（ニコファーレ）
- 9月25日（火）街頭演説会（東京都新宿駅西口前）
- 9月26日（水）投開票

### キャッチコピー
日本を、取り戻す。

### 選挙票
| 種別       | 人数                                                               |
| ---------- | ------------------------------------------------------------------ |
| 衆議院議員 | 116票（1人1票）                                                    |
| 参議院議員 | 82票（1人1票）                                                     |
| 都道府県   | 300票（基礎票3票×47都道府県、159票を都道府県で選挙人に応じて配分） |
| 合計       | 498票                                                              |

### 立候補
| 候補者名 | 候補者名 | 年齢 | 派閥   | 現職                                       | キャッチフレーズ                 | 立候補歴        |
| -------- | -------- | ---- | ------ | ------------------------------------------ | -------------------------------- | --------------- |
|          | 安倍晋三 | 58   | 町村派 | 衆議院議員（6期・山口4区）                 | 成長戦略で強い経済、社会保障を   | 2回目（2006年） |
|          | 石破茂   | 55   | 無派閥 | 衆議院議員（8期・鳥取1区）                 | 独立主権国家に相応しい憲法創る   | 2回目（2008年） |
|          | 町村信孝 | 67   | 町村派 | 衆議院議員（10期・北海道5区）              | 凜とした外交・安全保障を実現     | 初              |
|          | 石原伸晃 | 55   | 山崎派 | 衆議院議員（7期・東京8区） 党幹事長        | 一心一途を貫きまっすぐな国づくり | 2回目（2008年） |
|          | 林芳正   | 51   | 古賀派 | 参議院議員（3期・山口） 党政務調査会長代理 | 落ち着いた政治で日本経済を再生   | 初              |

### 推薦人一覧
| 候補者     | 安倍晋三             | 石破茂                 | 町村信孝           | 石原伸晃               | 林芳正               |
| ---------- | -------------------- | ---------------------- | ------------------ | ---------------------- | -------------------- |
| 推薦人代表 | 下村博文（町村派）   | 鴨下一郎（無派閥）     | 橋本聖子（町村派） | 田野瀬良太郎（山崎派） | 岸宏一（古賀派）     |
| 選挙責任者 | 甘利明（山崎派）     | 梶山弘志（無派閥）     | 細田博之（町村派） | 茂木敏充（額賀派）     | 宮沢洋一（古賀派）   |
| 推薦人     | 秋葉賢也（無派閥）   | 石田真敏（山崎派）     | 木村太郎（町村派） | 井上信治（麻生派）     | 金子恭之（無派閥）   |
| 推薦人     | 稲田朋美（町村派）   | 後藤田正純（無派閥）   | 北村茂男（町村派） | 小野寺五典（古賀派）   | 北村誠吾（古賀派）   |
| 推薦人     | 今村雅弘（無派閥）   | 齋藤健（無派閥）       | 塩谷立（町村派）   | 小渕優子（額賀派）     | 平井卓也（古賀派）   |
| 推薦人     | 江藤拓（無派閥）     | 田村憲久（額賀派）     | 高木毅（町村派）   | 金子一義（古賀派）     | 福井照（古賀派）     |
| 推薦人     | 加藤勝信（額賀派）   | 平将明（無派閥）       | 武部勤（山崎派）   | 岸田文雄（古賀派）     | 三ツ矢憲生（古賀派） |
| 推薦人     | 河井克行（無派閥）   | 竹本直一（古賀派）     | 谷川弥一（町村派） | 坂本哲志（山崎派）     | 宮腰光寛（古賀派）   |
| 推薦人     | 城内実（無派閥）     | 橘慶一郎（無派閥）     | 馳浩（町村派）     | 菅原一秀（無派閥）     | 望月義夫（古賀派）   |
| 推薦人     | 佐田玄一郎（額賀派） | 谷公一（伊吹派）       | 松野博一（町村派） | 竹下亘（額賀派）       | 山本幸三（古賀派）   |
| 推薦人     | 柴山昌彦（町村派）   | 中谷元（古賀派）       | 岩城光英（町村派） | 西野陽（古賀派）       | 愛知治郎（無派閥）   |
| 推薦人     | 新藤義孝（額賀派）   | 永岡桂子（麻生派）     | 岡田直樹（町村派） | 野田毅（山崎派）       | 磯崎仁彦（古賀派）   |
| 推薦人     | 高市早苗（無派閥）   | 山口俊一（麻生派）     | 川口順子（無派閥） | 林幹雄（山崎派）       | 猪口邦子（無派閥）   |
| 推薦人     | 古屋圭司（伊吹派）   | 山本拓（無派閥）       | 鈴木政二（町村派） | 平沢勝栄（山崎派）     | 加治屋義人（古賀派） |
| 推薦人     | 有村治子（高村派）   | 石井浩郎（額賀派）     | 伊達忠一（町村派） | 石井みどり（額賀派）   | 金子原二郎（古賀派） |
| 推薦人     | 礒崎陽輔（町村派）   | 片山さつき（伊吹派）   | 長谷川岳（町村派） | 中川雅治（町村派）     | 熊谷大（無派閥）     |
| 推薦人     | 世耕弘成（町村派）   | 小坂憲次（無派閥）     | 森雅子（町村派）   | 中村博彦（町村派）     | 鶴保庸介（伊吹派）   |
| 推薦人     | 塚田一郎（麻生派）   | 佐藤正久（額賀派）     | 山崎正昭（町村派） | 野村哲郎（額賀派）     | 藤井基之（古賀派）   |
| 推薦人     | 西田昌司（町村派）   | 中西祐介（麻生派）     | 山本順三（町村派） | 吉田博美（額賀派）     | 松山政司（古賀派）   |
| 推薦人     | 松下新平（無派閥）   | 三原じゅん子（無派閥） | 若林健太（町村派） | 脇雅史（額賀派）       | 水落敏栄（古賀派）   |

## 選挙の結果

### 第1回投票
| 候補者   | 得票数 | 議員票 | 党員算定票 |
| -------- | ------ | ------ | ---------- |
| 安倍晋三 | 141票  | 54票   | 087票      |
| 石破茂   | 199票  | 34票   | 165票      |
| 町村信孝 | 034票  | 27票   | 07票       |
| 石原伸晃 | 096票  | 58票   | 038票      |
| 林芳正   | 027票  | 24票   | 03票       |

| 候補者   | 候補者   | 安倍 | 石破 | 町村 | 石原 | 林 |
| 合計     | 合計     | 87   | 165  | 7    | 38   | 3  |
| 都道府県 | 配分票数 | 87   | 165  | 7    | 38   | 3  |
| -------- | -------- | ---- | ---- | ---- | ---- | -- |
| 北海道   | 9        | 2    | 3    | 4    |      |    |
| 青森県   | 5        | 1    | 3    |      | 1    |    |
| 岩手県   | 4        | 1    | 2    |      | 1    |    |
| 宮城県   | 5        | 2    | 2    |      | 1    |    |
| 秋田県   | 4        | 1    | 3    |      |      |    |
| 山形県   | 5        |      | 5    |      |      |    |
| 福島県   | 6        | 1    | 4    | 1    |      |    |
| 茨城県   | 10       | 1    | 8    |      | 1    |    |
| 栃木県   | 5        | 1    | 3    |      | 1    |    |
| 群馬県   | 7        | 1    | 5    |      | 1    |    |
| 埼玉県   | 8        | 2    | 5    |      | 1    |    |
| 千葉県   | 7        | 2    | 4    |      | 1    |    |
| 東京都   | 16       | 4    | 8    |      | 4    |    |
| 神奈川県 | 10       | 4    | 5    |      | 1    |    |
| 新潟県   | 7        | 3    | 4    |      |      |    |
| 富山県   | 8        | 2    | 5    |      | 1    |    |
| 石川県   | 7        | 2    | 3    | 1    | 1    |    |
| 福井県   | 5        | 3    | 2    |      |      |    |
| 山梨県   | 4        |      | 2    |      | 1    | 1  |
| 長野県   | 5        | 1    | 3    |      | 1    |    |
| 岐阜県   | 10       | 3    | 5    |      | 2    |    |
| 静岡県   | 8        | 2    | 5    |      | 1    |    |
| 愛知県   | 9        | 3    | 5    |      | 1    |    |
| 三重県   | 5        | 1    | 4    |      |      |    |
| 滋賀県   | 5        | 1    | 3    |      | 1    |    |
| 京都府   | 5        | 2    | 3    |      |      |    |
| 大阪府   | 9        | 4    | 4    |      | 1    |    |
| 兵庫県   | 6        | 2    | 4    |      |      |    |
| 奈良県   | 4        | 2    | 1    |      | 1    |    |
| 和歌山県 | 5        | 3    | 1    |      | 1    |    |
| 鳥取県   | 5        |      | 5    |      |      |    |
| 島根県   | 6        | 1    | 3    |      | 2    |    |
| 岡山県   | 6        | 3    | 3    |      |      |    |
| 広島県   | 8        | 3    | 3    |      | 2    |    |
| 山口県   | 6        | 5    |      |      |      | 1  |
| 徳島県   | 4        |      | 4    |      |      |    |
| 香川県   | 6        | 1    | 3    |      | 1    | 1  |
| 愛媛県   | 7        | 3    | 4    |      |      |    |
| 高知県   | 4        |      | 4    |      |      |    |
| 福岡県   | 6        | 3    | 2    |      | 1    |    |
| 佐賀県   | 4        | 1    | 2    |      | 1    |    |
| 長崎県   | 7        | 3    | 3    |      | 1    |    |
| 熊本県   | 7        | 2    | 3    |      | 2    |    |
| 大分県   | 5        | 2    | 2    | 1    |      |    |
| 宮崎県   | 6        | 2    | 4    |      |      |    |
| 鹿児島県 | 6        | 1    | 3    |      | 2    |    |
| 沖縄県   | 4        |      | 3    |      | 1    |    |

（無効票:1）
- 最多得票の石破の得票数が有効投票数の過半数（250票以上）に達しなかったため、総裁公選規程第23条に基づき、石破と安倍の上位2名について、党所属国会議員（198名）による決選投票が行われた。決選投票が行われたのは1972年の総裁選挙(田中角栄対福田赳夫)以来40年ぶり。

### 決選投票
| 候補者   | 議員投票による得票数 |
| -------- | -------------------- |
| 安倍晋三 | 108票                |
| 石破茂   | 89票                 |

（無効票:1）
- 1回目の投票で2位の候補が決選投票で逆転したのは1956年12月の総裁選（石橋湛山が岸信介を逆転）以来56年ぶり。なお、岸は安倍の祖父にあたる。
- 総裁経験者が一度総裁を退いて再び総裁に就いたのは初[36]。野党としての総裁であったが、後に党が政権奪還を果たし、安倍は首相に再登板した。
- 決選投票で逆転されて落選した石破は、本総裁選から12年後の2024年の総裁選では逆に1回目の投票で2位になるも決選投票で逆転（石破が高市早苗を逆転）して当選した。

## 主な出来事
- 2012年9月5日、三宅久之、長谷川三千子、金美齢など保守系の著名人28人は、総裁選に向けて、「安倍晋三総理大臣を求める民間人有志の会」を発足させた[37][注 4]。三宅は代表発起人を務めた。同日、同団体は安倍の事務所に赴き、出馬要請をした[48][39]。
- 2012年9月26日にホテルニューオータニで行われた決起集会で、安倍は「勝つ」の験担ぎにカツカレーを食べた。このカツカレーの値段が3500円以上であることが毎日放送の情報番組「ちちんぷいぷい」で取り上げられると、そのことがTwitterやFacebookなどインターネット上で話題となり、「庶民感覚がない」と安倍を非難する意見や、庶民感覚がないと非難することを批判する意見などが書き込まれた。一方でカツカレーへの関心も集まり、「3500円のカツカレーを食べてみたい」や「今日はカツカレーを食べたい」など、インターネット上ではカツカレーの話題が一時ブームとなった[49][50]。なお、安倍が食したカツカレーはホテルニューオータニ内の喫茶店「SATSUKI」のメニューであるとの情報が流れたが、これは誤報である[51]。また、安倍がカツカレーを食べたのは、験担ぎだけでなく、食べることで健康アピールを図ったとする報道もある[52]。本来ならカツカレーのような刺激物は、安倍の患う潰瘍性大腸炎には禁忌だからである。カツカレーを食べられれば、それだけ病状が寛解しているアピールになる。一方で朝日新聞大阪本社内に6300円のカツカレーコースのあるお店が確認されその後も議論を呼んだ[誰によって?]。
- 『週刊ポスト』は、安倍選出の要因として、安倍支持の議員・マスコミ関係者による対立候補への徹底したネガティブ・キャンペーン[53]や、インターネット上でネット右翼による“落選運動”があった[54]と主張した。
- 自民党所属徳島県議の来代正文が、2012年9月26日にTwitterで安倍に対して、持病の潰瘍性大腸炎を揶揄する書き込みを行った。この件が発覚後、県連や県議会などに抗議が殺到した。来代は党に迷惑をかけたとして28日に離党届を党県連に提出、受理された[55]。
- 選挙後、秋田県連の幹部が地方の声が反映されていないと反発し、辞任を表明したものの、その後撤回する騒ぎがあった。
- 当選した安倍と決選投票で争った石破は党幹事長に就任。その後自民党は政権を奪還して安倍は首相に再登板、その内閣には石原・林、そして前総裁の谷垣と、自民党下野時の総裁・首相だった麻生も入閣した。
- 町村は選挙期間中の2012年9月18日に体調不良を訴え、検査入院した[30]。選挙後も入院は続き、11月22日に脳梗塞の発症が確認された。その後は快方に向かい、2014年12月24日には衆議院議長に就任するが、2015年4月21日に脳梗塞を再発し辞任。6月1日に東京都内の病院で死去した。